# معركة زونكيو
معركة زونكيو أو معركة زونخيو البحرية (بالتركية: Burak Adası savaşı)‏ وتعرف كذلك بمعركة سابيينزا أو معركة ليبانتو الأولى هي معركة بحرية وقعت في أربعة أيام منفصلة: 12، 20، 22، 25 من أغسطس 1499. كانت المعركة جزءً من الحرب العثمانية - البندقية (1499 - 1503) من عام 1499 إلى عام 1503. وكانت أول معركة بحرية تستعمل فيها المدافع في السفن حيث استعملها الأسطول العثماني في بحريته.
في كانون الأول من عام 1499 أبحر القائد البحري العثماني كمال ريس من إسطنبول مع 10 قوادس وأربعة أنواعِ أخرى من السفن، وفي تموز عام 1499 تلاقى أسطول كمال رايس مع الأسطول العثماني العظيم الذي أُرسل إليه بأمر الصدر الأعظم داود باشا وتولى قيادة الأسطول من أجل شن حرب واسعة النطاق ضد جمهورية البندقية. تكون الأسطول العثماني من 67 من القوادس و 20 غليوطاً وحوالي 200 سفينة أصغر.
بعد وصول الأسطول العثماني العظيم إلى رأس زونكيو في البحر الأيوني، هزم كمال ريس أسطولَ البندقية المكون من 47 من القوادس و 17 غليوطاً و100 سفينة أصغر تحت قيادة أنطونيو غريماني.
أثناء المعركةِ غرقت سفينة أندريا لوريدان أحدُ أفراد عائلة لوريدان المسيطرة في البندقية. اعتُقل أنطونيو غريماني في 29 أيلول ولكن تم إطلاق سراحه في نهاية الأمر. أصبحَ غريمانى فيما بعد رئيس قضاة البندقية في العام 1521. قام السلطان العُثماني بايزيد الثاني بإهداء 10 من سفنِ البندقية المأسورة إلى كمال رايس الذي ركّزَ أسطولَه في جزيرةِ كيفالونيا بين تشرين الأول وكانون الأول 1499.
تلاقى الجيشان العثماني والبندقي بتاريخ 1500 مرةً أخرى في معركة ليبانتو الثانية والتي تعرف أيضاً باسم معركة مودون، حيث هاجم البندقيون ليبانتو على أمل استعادة أراضيهم المفقودة، وانتصر بها العثمانيون مرةً أخرى وبقيادة كمال ريس.